# Blautopf

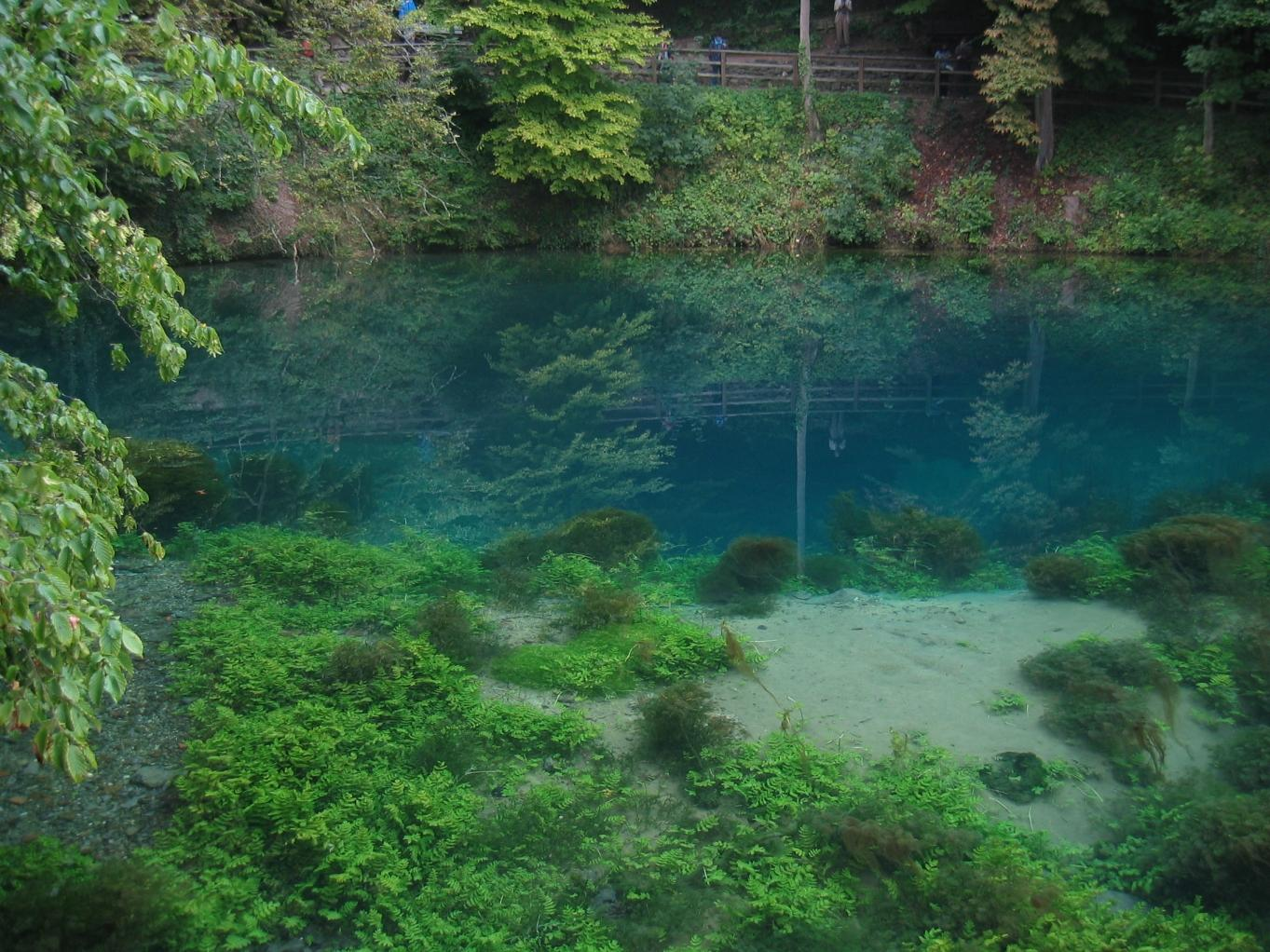
La sorgente di Blautopf e i suoi sedimenti calcarei bianchi sotto la superficie dell'acqua.

Blautopf (in tedesco blau – blu, "topf – pentola") è una sorgente che dà origine al fiume Blau in un paesaggio carsico ai confini meridionali delle Alpi Sveve, nella Germania meridionale. 

## Descrizione

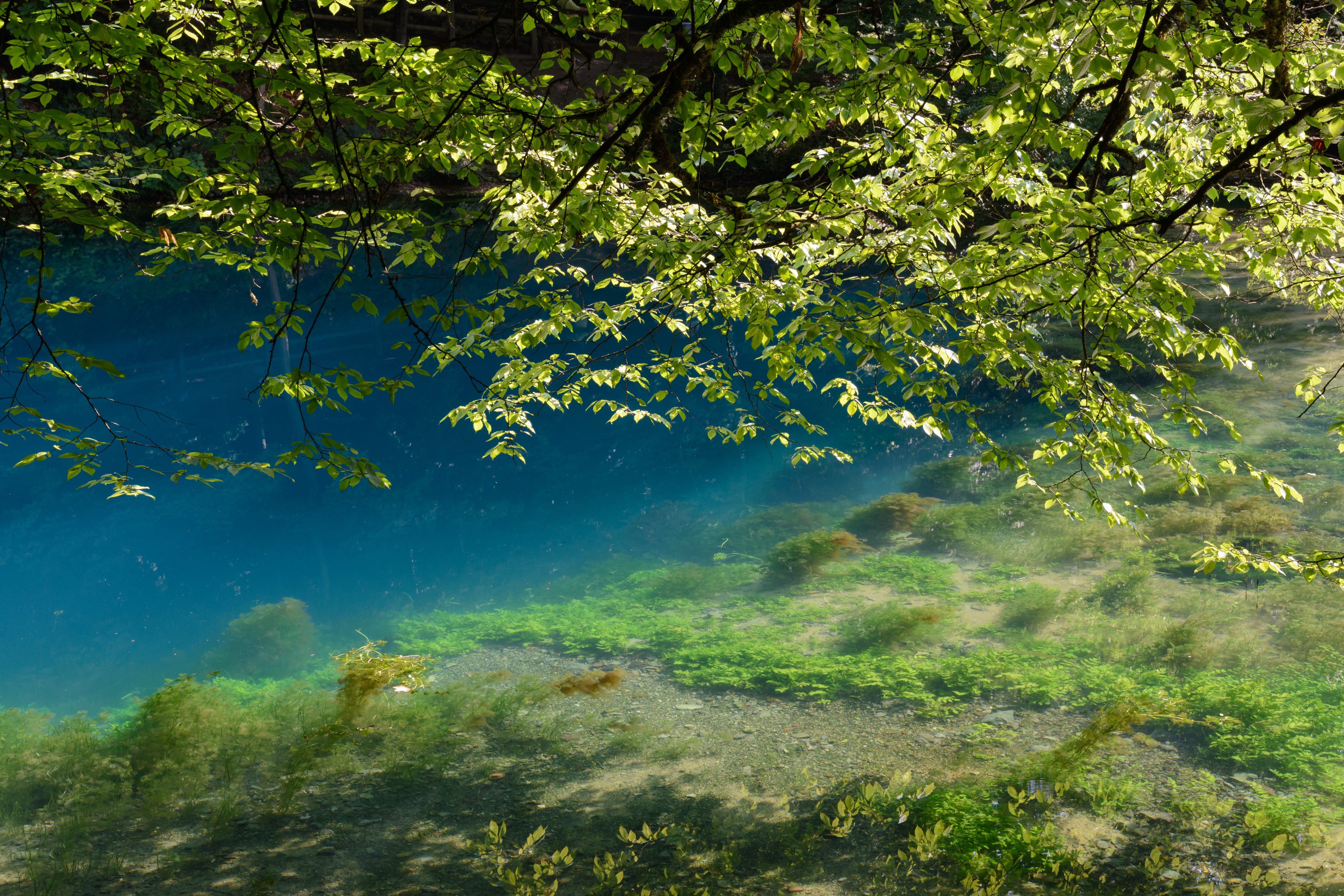
Lo stagno di Blautopf a Blaubeuren nello stato federato del Baden-Württemberg in Germania.

La sorgente di Blautopf si trova nella città di Blaubeuren, a circa 16 km (9,9 mi) ad ovest di Ulm. Essa forma il drenaggio per il complesso di grotte del Blau, in cui il fiume omonimo dopo 14,5 km (9,0 mi) sfocia nel Danubio presso la città di Ulm. A causa della forte pressione dell'acqua, la sorgente ha assunto una conformazione ad imbuto, che nel suo punto più profondo raggiunge 21 metri (69 piedi). Vicino al Blautopf c'è un mulino a martelli, alimentato dall'acqua della sorgente. Qui stesso è possibile visionare un documentario, che mostra l'esplorazione della grotta.
Il colore particolarmente blu dell'acqua, che varia di intensità in base alle condizioni climatiche e al flusso, è il risultato delle proprietà fisiche della densità su nanoscala delle particelle di calcare distribuite nell'acqua. Le particelle sono così piccole che ha luogo la cosiddetta dispersione della luce di Rayleigh, o per meglio dire la diffusione del colore blu nella luce visibile. Un effetto simile è osservabile nella Laguna Blu di Reykjavik, in Islanda, dove il colore blu proviene da particelle su nanoscala di silice.

## Geologia

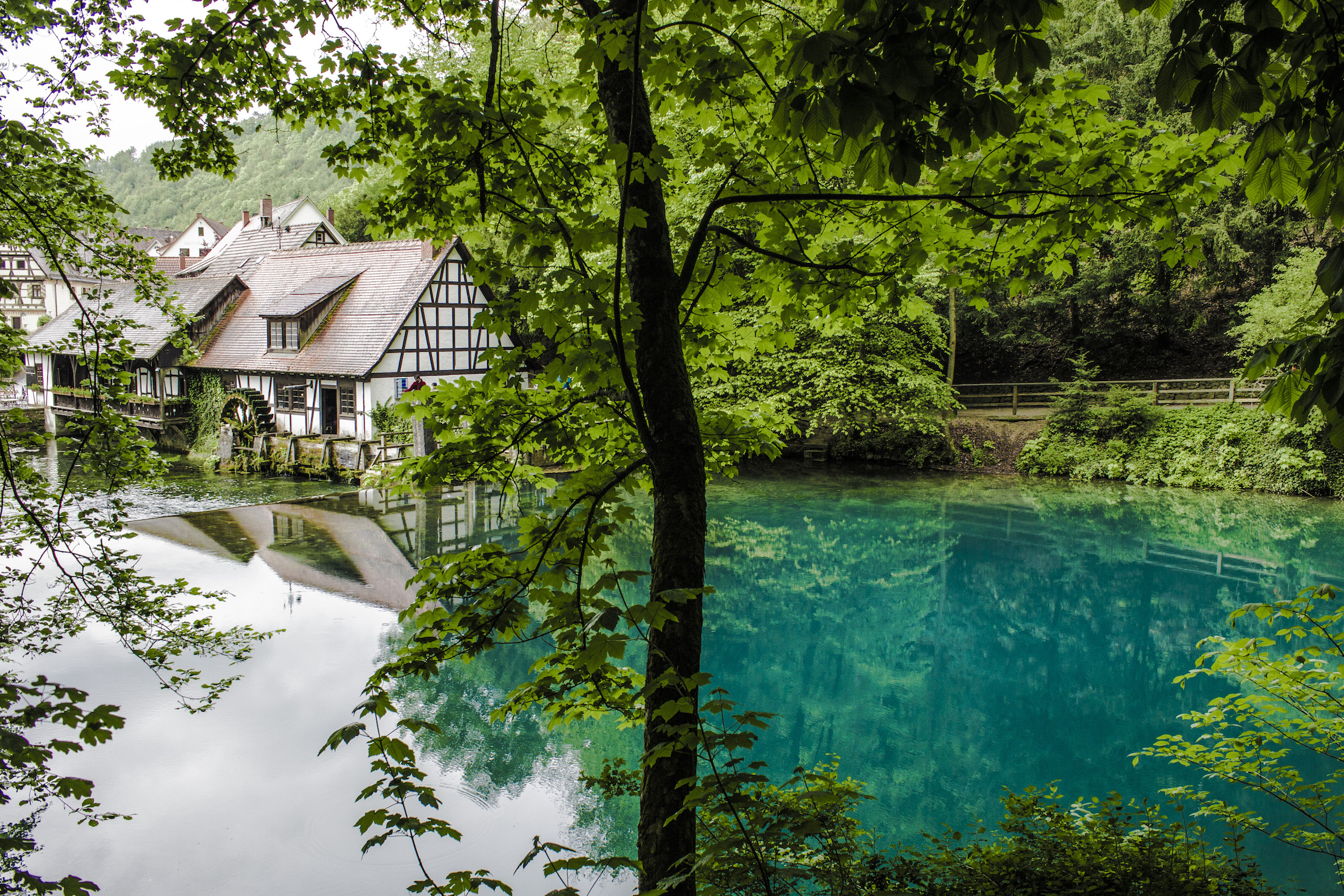
La sorgente di Blautopf e il mulino a martelli

La Blautopf è una sorgente situata in un ambiente carsico. Una delle caratteristiche degli ambienti carsici è che l'acqua, che drena rapidamente attraverso il calcare in un'area, affiora in un'altra. Gli ambienti carsici hanno solo un drenaggio sotterraneo e non vi sono corpi idrici al di sopra del terreno. Pertanto, le dimensioni della sorgente di Blautopf dipendono fortemente dal livello delle precipitazioni, nonostante non si asciughi mai del tutto. La sorgente di Blautopf è la seconda sorgente più grande della Germania, dopo l'Aachtopf. 
Nel corso dei millenni, l'acqua sotterranea ha creato un enorme complesso di grotte in quella zona. Esempi di spicco sono il Blauhöhle (Blau-cave), scoperto da Jochen Hasenmayer nel 1985, e l'Apokalypse (Apocalypse), scoperto il 23 settembre 2006 da Jochen Malmann e Andreas Kücha, membri dell'Arbeitsgemeinschaft Blautopf, un club dedicato a l'esplorazione del complesso di grotte del Blautopf. Mentre il Blauhöhle è completamente sommerso d'acqua per una lunghezza di circa 1.500 metri (approssimativamente 4.935 piedi), l'Apokalypse è prosciugato; per le sue dimensioni – 170 metri di lunghezza, 50 di larghezza, 50 di altezza – è una peculiarità unica della regione.

## Immersione
L'ingresso al Blauhöhle è situato ad una profondità di circa 22 metri (circa 70 piedi). Pertanto, l'accesso è limitato a subacquei esperti e ben addestrati. Negli anni '80, le autorità cittadine furono costrette a vietare le immersioni nel Blautopf in seguito a diversi incidenti, tra i quali alcuni mortali. Il permesso di immergersi nel Blautopf è stato concesso solo a poche organizzazioni: tra queste, l'Arbeitsgemeinschaft Blautopf, un gruppo di speleologi scientifici guidati da Jochen Hasenmayer e i servizi di soccorso. L'ultimo incidente mortale si è verificato nel 2003, uccidendo Bernd Aspacher, un membro della squadra di Hasenmayer.

## Leggende
Numerose leggende e racconti popolari narrano della sorgente di Blautopf. Era spiegato nel racconto che il suo colore caratteristico dipendesse dal fatto che ogni giorno qualcuno versasse un secchio di inchiostro nella sorgente. Un altro mito affermava che ogni volta che qualcuno cercava di misurare la profondità della sorgente di Blautopf con uno scandaglio di piombo, un nix rubasse lo scandaglio. Pertanto, non fu possibile determinare la profondità della sorgente. A dimostrazione di quest'ultimo racconto, esiste una roccia chiamata Klötzle Blei ("piccolo blocco di piombo" nel dialetto locale) nelle vicinanze della sorgente. Un noto scioglilingua nel dialetto svevo raccontato ai bambini locali, fa riferimento a questa roccia: 
Glei bei Blaubeira leit a Kletzle Blei -
´s leit a Kletzle Blei glei bei Blaubeira
Alto tedesco tradizionale: 
Gleich bei Blaubeuren liegt ein Klötzchen Blei -
Es liegt ein Klötzchen Blei gleich bei Blaubeuren
Traduzione italiana: 
Vicino a Blaubeuren, si trova un blocco di piombo -
C'è un blocco di piombo vicino a Blaubeuren
Il romanziere e poeta Eduard Mörike incorporò questa tradizione popolare e altri racconti nella novella romantica Das Stuttgarter Hutzelmännlein. Erano intrecciati nella storia contestuale di un giornalista che viaggiava da Stoccarda a Blaubeuren. In particolare viene raccontata in modo molto dettagliato, la storia della Schöne Lau, una sirena, e suo marito, un nix maschio del Mar Nero. Poiché la Schöne Lau non poteva ridere, il nix la punì confinandola nella sorgente di Blautopf e permettendole di avere solo figli nati morti. Le avrebbe permesso di tornare e dare alla luce un figlio vivo solo dopo aver riso cinque volte. Infine, la padrona di casa della locanda Nonnenhof venne in suo aiuto. (Il testo completo in tedesco è disponibile presso Eduard Mörike: Die Schöne Lau .)